# レンフェ444系電車
レンフェ444系電車（レンフェ444けいでんしゃ）は、かつてスペインの国有鉄道であるレンフェ（Renfe）が所有していた電車。都市間列車用に導入され、1980年代から2000年代まで使用された。一方で、大半の車両は2000年代にチリの国有鉄道であるチリ国鉄（Empresa de los Ferrocarriles del Estado）へ大規模な改造を経て譲渡されている。

## 概要
1971年に導入された432系によって開始されたレンフェの都市間電車列車は高い成功を収め、電化区間の拡張に合わせて電車を用いた都市間列車の拡大が求められるようになった。これを受け、合計14編成の導入が実施されたのが444系電車である。
編成は3両で、2等座席を備えた電動制御車（M車）、2等座席が設置されていた付随車（Ri車）、1等座席やカフェテリアを備えた制御車（Rc車）で構成されており、付随車を外した2両編成での走行も可能だった。車内は冷房に対応した空調が完備されていた一方、暖房は床暖房方式が用いられた。登場当初の塗装は、432系で採用された赤色を基調とした車体に、レンフェのロゴを想起させる黄色の模様が描かれるというデザインであった。
主電動機は通勤・近郊用電車である440系と同型のものが採用され、電動制御車に設置されていた動力台車に290 kWの直流電動機（三菱電機製、MB-3165-C）が2基搭載されていた。先頭車両にはシャルフェンベルク式自動連結器が設置されており、総括制御により最大4編成まで連結運転が可能であった。電圧については、複数の電圧に対応していた432系とは異なり、スペインの在来線における標準電圧に採用された直流3000 Vのみ対応していた。

## 運用
444系は1980年6月1日から、マドリード - アルバセテ - バレンシア（3往復）およびカステリョン・デ・ラ・プラナ（1往復）間を結ぶ4往復の都市間列車で営業運転を開始した。平均速度は100 km/hを超える高速運転を実現させ、その利便性は同区間の線形改良やスペイン各地に都市間列車が拡充される契機となった。それ以降も、444系はレンフェが所有する電化区間に投入され、後継車両となる444系500番台（→448系）やタルゴ客車の導入に伴い都市間列車から近郊列車へ用途が変わる中でも全国各地で活躍を続けた。一方、その中で1990年から1991年にかけて塗装が変更された他、翌1992年から1994年にかけて、カフェテリアの撤去、前面の形状変更（前面扉の撤去など）、2等座席の改修といった、近郊列車での運用に合わせた改造工事を受けた。
以降も活躍を続けた444系は、2000年代以降大半の車両がチリのチリ国鉄へ譲渡される事となり、2000年 - 2001年、2004年 - 2005年の2度に分けて5編成ずつ、合計10編成が大規模なリニューアル工事を経て輸出された。残された4編成は引き続きバルセロナやサラゴサを始めとした各都市で営業運転を続けたが、2008年に1編成（444-004編成）が事故で廃車となり、残された3編成も同年12月をもって運行を終了し、翌2009年2月に廃車された。一方、チリに譲渡された車両はその後も引き続きサンティアゴとチヤンを結ぶ都市間列車「トレン・チヤン-エスタシオン・セントラル（旧：テラスール、Terrasur）」で使用されている。

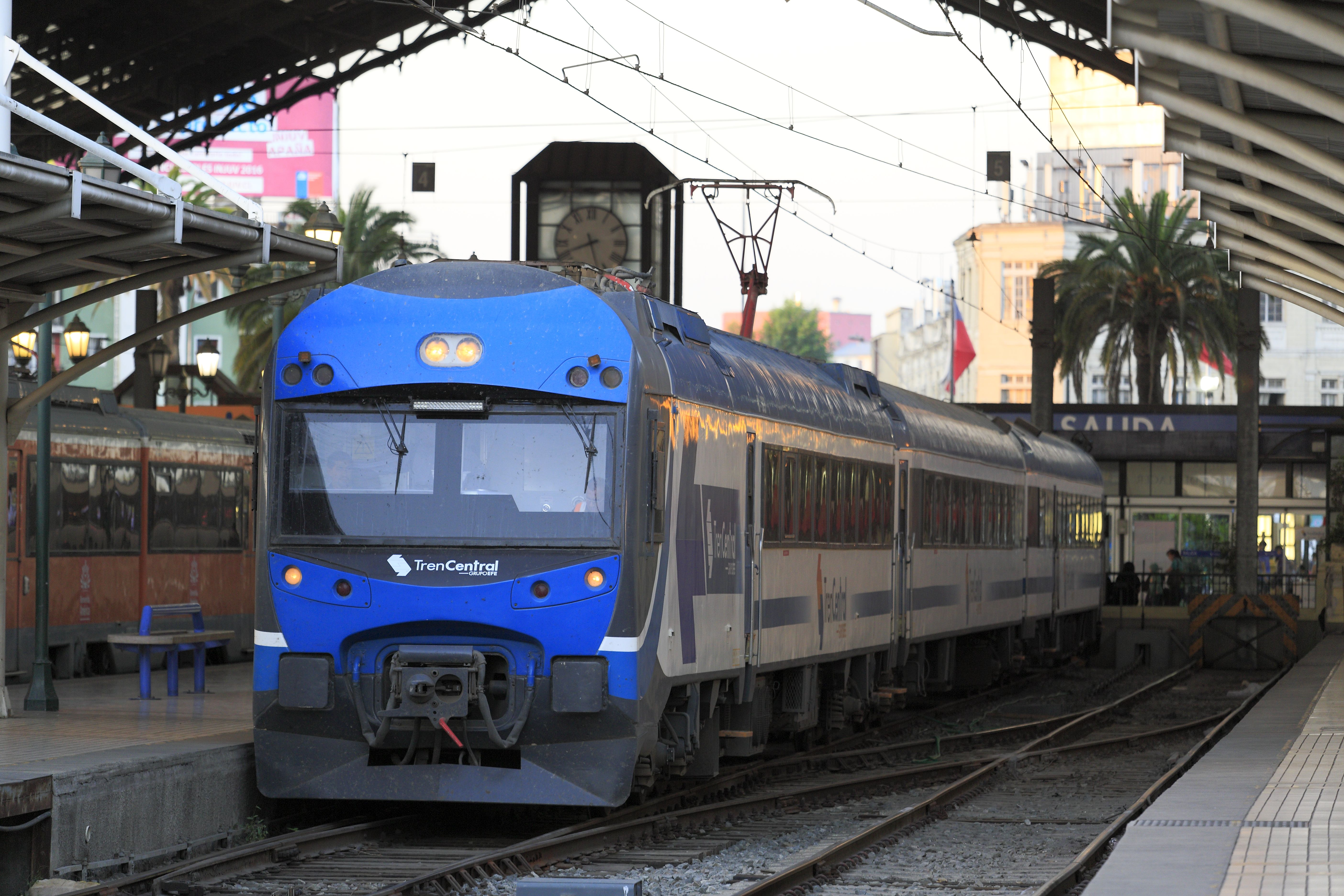
チリで使用されている444系電車（2016年撮影）

## 参考資料
- Alfonso Marco (Marzo 2005). “Electrotrenes 432, 444 y 448”. Vía Libre:  97-106.  オリジナルの2007-09-27時点におけるアーカイブ。 2025年8月2日閲覧。.
- Alfonso Marco (Abril 2009). “Punto final para los electrotrenes 444 de Renfe”. Vía Libre:  32-34 2025年8月2日閲覧。.